# ポール・マクナルティ

ポール・マクナルティ(Paul McNulty、1953年10月21日生まれ）は、 ニューグローヴ世界音楽大事典に「[彼の]楽器の水準の高さで有名」と記述された、歴史的なピアノ製作者である。 
彼が複製するモデルの範囲は、1749年のジルバーマン、1788年のシュタインそして1992年のワルターなどの初期の古典派のピアノから、 1819年及び1836年のグラーフ、1830年のプレイエル、1846年のボワスロ、1868年のシュトライヒャーなどのロマン派の楽器に及ぶ。このように、マクナルティ製品の多様性は、「19世紀のピアノのレパートリーを含んだ鍵盤楽器演奏を行う機会を広げる」のに役立っている。

## 生涯
テキサス州ヒューストン生まれ 。1976年にピーボディ音楽院で、クラシックギターを学び、後にリュートを学んだ 。1978年にニューイングランド弦楽鍵盤楽器技術学校に入学し、ビル・ガーリックに師事。マクナルティは、最終試験で得られる最高の資格「調律審査官」を取得。ニューヨークのスタインウェイ工場でのセミナーに参加した彼は、技術者として採用されたが、フォルテピアノ製作者の仕事を始めることを選び、マサチューセッツ州サマービルのロバート・スミスのもとで見習いを勤めた。
1986年、ジョン・ギボンズは、フランス・ブリュッヘンの18世紀オーケストラとのヨーロッパ演奏旅行にマクナルティを招いた。 ギボンズは、モーツァルトの協奏曲K.491及びK.466を演奏した。 同年、マクナルティはアムステルダムに移住。 最高の木材を求めて、マクナルティはチェコ共和国へ移った。1995年以降、マクナルティはチェコの小都市ディヴィショフに住み、仕事をしている。2004年、彼はロシア系カナダ人フォルテピアニストのヴィヴィアナ・ソフロニツキーと結婚。
マクナルティのフォルテピアノは、オスロのノルウェー音楽アカデミーに購入され、25年経て未だ問題なく機能している。オーストリアのピアニスト、パウル・バドゥラ＝スコダも 、トレヴァー・ピノックと同様にカーネギー・ホールの演奏会用にフォルテピアノを注文した。2018年9月には、マクナルティのフォルテピアノから1819年の復元グラーフ、1830年のプレイエル、1826年のボワスロが、第1回ショパン国際ピリオド楽器コンクール（フレデリック・ショパン研究所運営）で使用された。

## マクナルティのフォルテピアノ
マクナルティは現在、カール・フィリップ・エマニュエル・バッハ、モーツァルト、ベートーヴェンからショパン、リスト、ブラームスに至るピアノ作品の演奏に適したフォルテピアノを製作している。2009年、マクナルティは、ショパンが好んだ フランスのピアノ、プレイエルの初めての現代の複製を作った。 2011年には、ヴァイマル古典財団の依頼を受け、リスト個人のピアノの一つ、ボワスロのop.2800を復元製作した。 2015年、マクナルティはブラームスが好んだモデル、シュトライヒャー・ピアノの複製を作り、自ら手がけた初の現代の複製楽器の目録を充実させた。 2020年にポール・マクナルティは、マルコム・ビルソン用にジルバーマンのフォルテピアノを初めて製作した。
1985年以来、マクナルティはさまざまな国の顧客に300台以上のピアノを製作している。
東京の梅岡楽器、北京の中央音楽学院、ソウル国立大学、香港浸会大学、武漢音楽学院、香港中文大学、ショパン国際フェスティバル、第1回ショパン国際ピリオド楽器コンクール、フレデリック・ショパン研究所、イギリスのグラインドボーン音楽祭、パリ国立オペラ、ロンドンの王立音楽アカデミー、ウィーン市立音楽芸術大学、パリのソルボンヌ大学、パリ国立高等音楽・舞踏学校 CNSMDP、バーゼル・スコラ・カントルム、国立トロッシンゲン音楽大学、ハノーファー音楽演劇大学、ケルン音楽舞踏大学、アメリカのスタンフォード大学、ハーバード大学、コーネル大学、ポズナニ音楽アカデミー、シンガポール国立大学、オーストラリア国立大学、アムステルダム音楽院、ウィーンのパウル・バドゥラ＝スコダ教授、ニコラウス・アーノンクール、マルコム・ビルソン教授、ラベック姉妹、ロンドンのクリスティアン・ベザイデンホウト、アムステルダムのロナルド・ブラウティハム教授など。

## 複製の元の楽器リスト
- ジルバーマン 1749年製フォルテピアノ
- ヨハン・アンドレアス・シュタイン 1788年ごろのフォルテピアノ
- アントン・ワルター 1792年製及びワルター&サン1805年ごろのフォルテピアノ
- ヨハン・フリッツ 1812年製フォルテピアノ
- コンラート・グラーフ1819年製、1822年製及び1836年製フォルテピアノ
- ブッフホルツ1826年製フォルテピアノ
- イグナツ・プレイエル 1830年製フォルテピアノ
- ボワスロ 1846年製フォルテピアノ
- シュトライヒャー 1868年製フォルテピアノ

## マクナルティの楽器を用いた録音
1. Ronald Brautigam. Ludwig van Beethoven. Complete works for solo piano. Vol.2. Played on Graf, Walter and Stein piano copies. Label: BIS
2. Kristian Bezuidenhout. Wolfgang Amadeus Mozart. Keyboard Music. Vol.2. Played on a copy of Walter piano. Label: Harmonia Mundi
3. Viviana Sofronitsky with Warsaw Chamber Opera Orchestra on Period Instruments. Complete Mozart Piano Concertos (11 CD box). Played on a copy of Walter piano. Label: Etcetera
4. Viviana Sofronitsky. Franz Schubert. Wanderer Fantasy, Impromptus opp. 90 & 142. Played on a copy of the 1819 Graf piano. Label: CAvi
5. Neal Peres De Costa. Pastoral Fables. Works for cor anglais and pianos. Played on a copy of Streicher piano. Label: ABC Classics
6. Nikolaus Harnoncourt, Rudolf Buchbinder. Wolfgang Amadeus Mozart. Piano concertos No. 23&25. Played on a copy of Walter piano. Label: Sony
7. Paul Badura-Skoda with Musica Florea. Wolfgang Amadeus Mozart. Piano concertos K.271, K.414. Played on a copy of Walter piano. Label: Arcana
8. Robert Levin with the Academy of Ancient Music, Christopher Hogwood. Wolfgang Amadeus Mozart. Piano Concertos K271 & K414.  Played on a copy of Walter piano. Label:  L'Oiseau-Lyre
9. Krzysztof Książek. Fryderyk Chopin, Karol Kurpiński. Piano Concerto No.2 f-moll (solo version), Mazurkas, Ballade; Fugue & Coda B-dur. Played on a copy of Buchholtz piano. Label: NIFCCD
10. Viviana Sofronitsky, Sergei Istomin. Fryderyk Chopin. Complete works for cello and piano. Played on copies of the 1830 Pleyel and 1819 Graf pianos. Label: Passacaille